# Nagytarcsa
Nagytarcsa is een plaats (község) en gemeente in het Hongaarse comitaat Pest. Nagytarcsa telt 2818 inwoners (2001).